# 嘉瀬駅
嘉瀬駅（かせえき）は青森県五所川原市金木町嘉瀬端山崎にある津軽鉄道津軽鉄道線の駅である。

## 歴史
- 1930年（昭和5年）7月15日：開業。
- 1960年（昭和35年）：出改札業務を委託化。
- 2018年3月[要出典]：交換設備廃止。
- 2004年（平成16年）10月1日：無人化[1]。

## 駅構造
1面1線の棒線駅であるが、かつては列車交換ができた。現在は無人駅である。木造駅舎を有する。

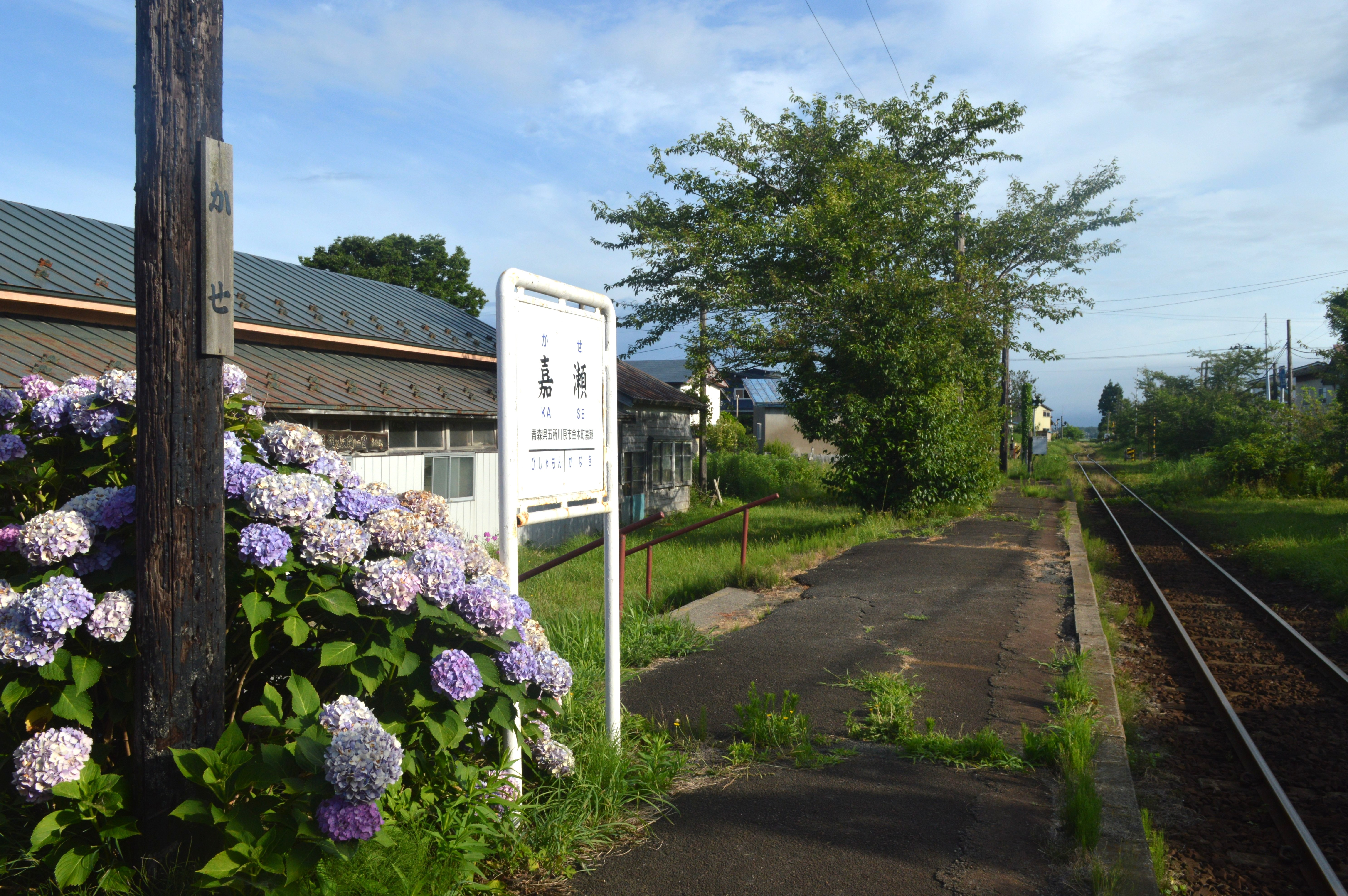
ホーム
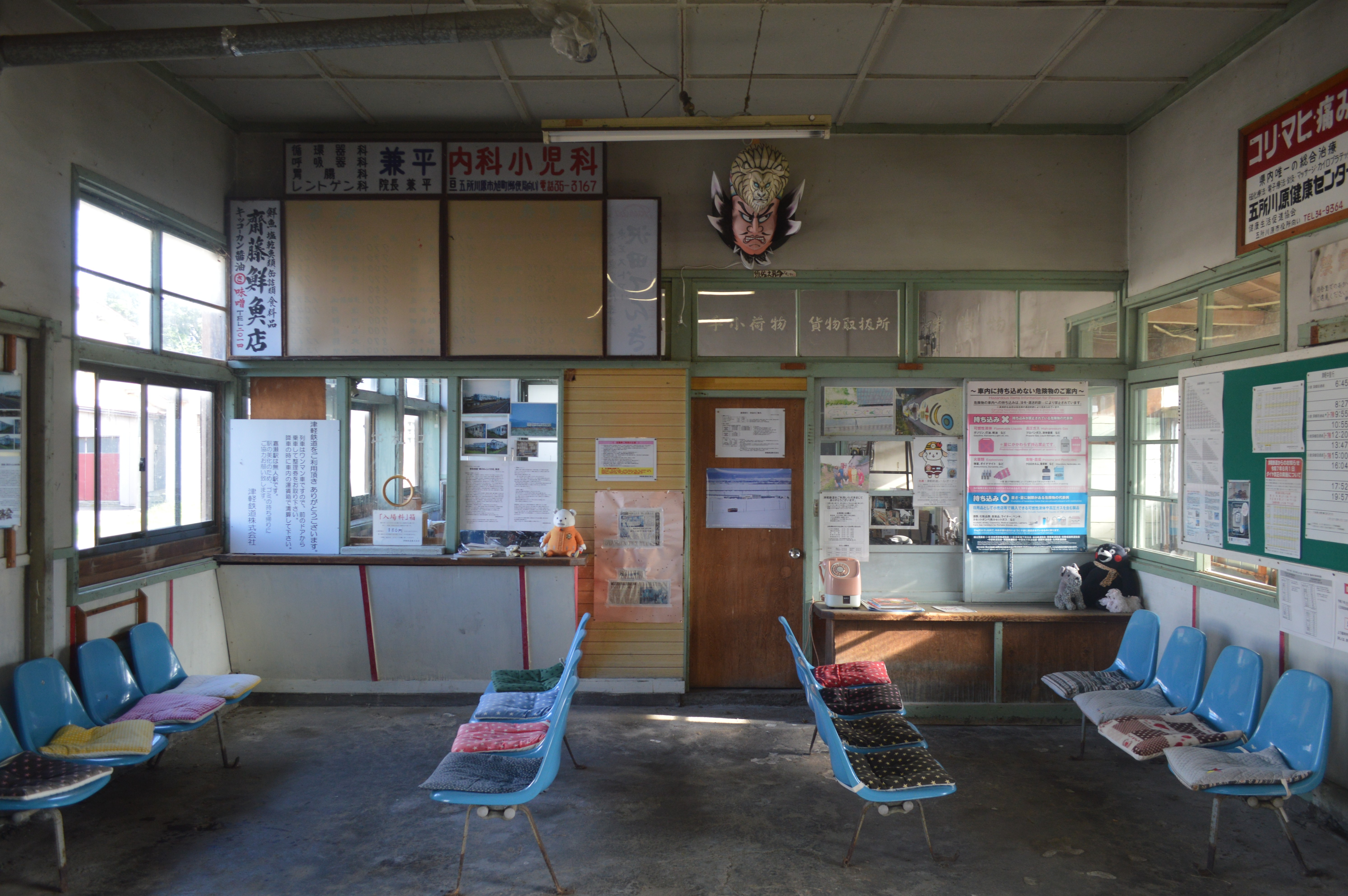
駅舎内

## 利用状況
| 1日乗降人員推移 | 1日乗降人員推移 |
| 年度            | 1日平均人数     |
| --------------- | --------------- |
| 2011年          | 86              |
| 2012年          | 91              |
| 2013年          | 108             |
| 2014年          | 97              |
| 2015年          | 79              |

## 落書き列車

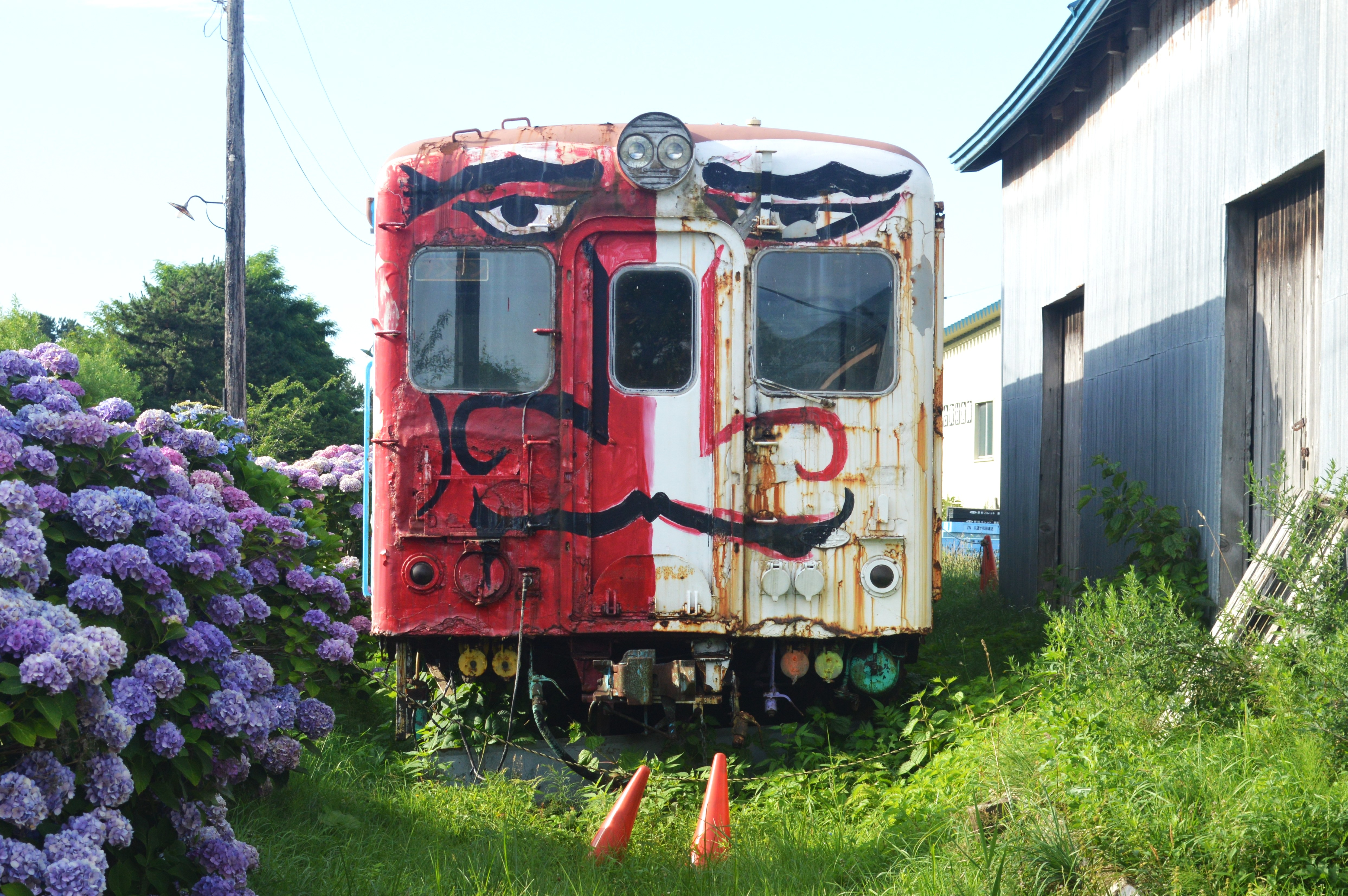
再塗装の落書き列車

駅の構内には「夢のキャンバス号」と名付けられたキハ22028が留置保存されている。
誕生の経緯
1989年（平成元年）、津軽鉄道はJRからキハ22028を購入し、後にワンマン列車に改造された。1997年（平成9年）9月22日にフジテレビ系列で放送された「SMAP×SMAP特別編・香取慎吾ガンバリます！～ 夢のキャンバス鉄道～」の企画として、SMAPの香取慎吾と中里町の小学生9人によってこの列車が塗装され、津軽鉄道線の旅客運用にも入った。
車両の引退
2000年（平成12年）3月に旅客運用を引退した後には、まず金木駅貨物線に留置されて展示され、2007年（平成19年）には嘉瀬駅に移された。
再塗装
津軽半島観光アテンダント推進協議会からの投書によって再塗装が決定した。2017年（平成29年）6月7日にフジテレビ系列で放送された「おじゃMAP!!」の企画として、20年前に塗装した小学生と香取慎吾が再開して再塗装する様子が放送された。

## 駅周辺
- 青森県道107号嘉瀬停車場線
  - 青森県道36号五所川原金木線
  - 国道339号
  - 青森県道195号喜良市嘉瀬停車場線
- 嘉瀬郵便局
- JAつがるにしきた嘉瀬支店
- 保食神社（保食宮）

## バス路線
- 弘南バス
  - 喜良市線

## 隣の駅
津軽鉄道
■津軽鉄道線
津軽飯詰駅 - *毘沙門駅 - 嘉瀬駅 - 金木駅
*一部の列車は毘沙門駅を通過する。